# Dienis Kudriawcew
Dienis Aleksandrowicz Kudriawcew (ros. Денис Александрович Кудрявцев; ur. 13 kwietnia 1992 w Czelabińsku) – rosyjski lekkoatleta, medalista mistrzostw świata i Europy.

## Kariera
W 2014 zdobył brązowy medal mistrzostw Europy w biegu na 400 m przez płotki z czasem 49,16 s.
W 2015 zajął drugie miejsce podczas memoriału braci Znamieńskich na 400 m z czasem 45,86 s, a także został srebrnym medalistą mistrzostw świata w biegu na 400 m przez płotki, pobijając czasem 48,05 s rekord kraju.
Wielokrotny medalista mistrzostw Rosji. W 2013 zdobył złoto mistrzostw kraju na 400 m przez płotki z czasem 49,41 s. W 2014 wywalczył srebro mistrzostw Rosji w tej samej konkurencji z czasem 49,32 s. W 2015 roku został mistrzem kraju na 400 m ppł z czasem 49,07 s.
W 2014 został też brązowym medalistą halowych mistrzostw Rosji na 400 m z czasem 47,15 s.

## Rekordy życiowe
Na podstawie:
- 400 m – 45,86 s (Żukowskij, 19 lipca 2015)
- 400 m ppł – 48,05 s (Pekin, 25 sierpnia 2015), rekord Rosji